# Wieferichprimtal
Ett Wieferichprimtal är ett primtal p med egenskapen att 2p-1-1 är delbart med p2. (Jämför med Fermats lilla sats, som säger att 2p-1-1 är delbart med p för alla udda primtal p.) Wieferichprimtal beskrevs först av Arthur Wieferich 1909. Endast två Wieferichprimtal är kända, nämligen 1093 och 3511.

## Samband med Fermats stora sats
Följande samband mellan Wieferichprimtal och Fermats stora sats bevisades av Wieferich 1909:
Låt p vara ett primtal och låt x, y och z vara heltal sådana att xp + yp + zp = 0. Antag att produkten xyz inte är delbar med p. Då är p ett Wieferichprimtal.

## Samband mellan abc-hypotesen och icke-Wieferichprimtal
Ett icke-Wieferichprimtal är ett primtal p som uppfyller 2p − 1 ≢ 1 (mod p2). Joseph H. Silverman bevisade 1988 att om abc-hypotesen är sann finns det oändligt många icke-Wieferichprimtal. Mer precist bevisade han att det följer av abc-hypotesen att det existerar en konstant som beror enbart på α så att antalet icke-Wieferichprimtal i bas α (det vill säga primtal p sådana att αp − 1 ≢ 1 (mod p2)) med p≤x är större än log(x) då x går mot oändligheten. Senare har det visats att existensen av oändligt många icke-Wieferichprimtal följer av en svagare version av abc-hypotesen känd som ABC-(k, ε)-hypotesen. Existensen av oändligt många icke-Wieferichprimtal skulle även följa av existensen av oändligt många kvadratfria Mersennetal. Ännu en obevisad sats av vilken existensen av oändligt många icke-Wieferichprimtal skulle följa är följande:  det finns ett reellt tal ξ så att mängden {n ∈ N : λ(2n − 1) < 2 − ξ} har densitet ett, där {\displaystyle {\tfrac {\log n}{\log \gamma (n)}}} och {\displaystyle \gamma (n)=\prod _{p\mid n}p} är radikalen av n.